# 哈珀斯费里 (艾奥瓦州)
哈珀斯费里（Harpers Ferry），是美国艾奥瓦州阿勒马基县的城市。总面积1.68平方公里。根据2010年美国人口普查数据，该地总人口为328人，较2000年减少2人。